# Daughter (canción)
«Daughter» es una de las canciones más destacadas del grupo de grunge Pearl Jam. Fue utilizada en 1993 como el tercero de cuatro sencillos del álbum Vs., alcanzando el número 1 en las listas de Rock Moderno y Mainstream de Billboard. También alcanzaría el lugar 28 en la lista Top 40 Mainstream de Billboard, siendo su primer sencillo en entrar en dicha lista. En 1995, "Daughter" sería nominada al premio Grammy por "Mejor interpretación de Rock hecha por un Dúo o Grupo Vocal". Con esto la canción se convertiría en aquella que consolidaría su carrera después del éxito obtenido por Ten.
Casi desde que fue lanzada, "Daughter" ha permanecido como una de las canciones básicas en todo concierto de Pearl Jam. El grupo tiene la costumbre de tocarla en concierto añadiéndole una alguna improvisación o un segmento de otra canción, propia o de otros artistas. Esta extensión es conocida por los fanáticos del grupo como el "Daughter tag". Uno de los tags más memorables fue realizado en el programa Saturday Night Live en abril de 1994, tan solo ocho días después de la muerte del cantante de Nirvana, Kurt Cobain. Como tributo a Cobain, Pearl Jam añadiría a "Daughter" la canción "Hey Hey, My My (Into the Black)", original de Neil Young, la cual es citada en la nota suicida de Cobain.
"Daughter" sería incluida en el álbum Live On Two Legs y en su álbum de grandes éxitos Rearviewmirror: Greatest Hits 1991-2003.

## Significado de la letra
En una entrevista, Eddie Vedder mencionaría que "Daughter" hablaba sobre una niña con problemas de aprendizaje, y de la forma en que sufre maltrato por parte de sus padres y cómo esto genera rebeldía en ella. La letra de la canción tiene una parte donde menciona: "The shades going down", haciendo referencia al acto de cerrar las cortinas de la casa para que los vecinos no vean lo que sucede en el interior.

## Formatos y lista de canciones
Toda la información está tomada de varias fuentes.
Todas las canciones están acreditadas a Abbruzzese, Ament, Gossard, McCready, Vedder excepto donde se indica.
- Sencillo en CD (Estados Unidos, Europa, Australia y Reino Unido)

1. «Daughter» – 3:54
2. «Blood» (En vivo) – 3:34
  - Grabada en vivo en Indio, California el 5 de noviembre de 1993.
3. «Yellow Ledbetter» (En vivo) (Ament, McCready, Vedder) – 5:16
  - Grabada en vivo en Mesa, Arizona el 6 de noviembre de 1993.

- Sencillo en CD (Holanda y Austria)

1. «Daughter» – 3:54
2. «Blood» (En vivo) – 3:34
  - Grabada en vivo en Indio, California el 5 de noviembre de 1993.

- Sencillo en CD de 3 pulgadas (Japón)

1. «Daughter» – 3:54
2. «Blood» (En vivo) – 3:34
  - Grabada en vivo en Indio, California el 5 de noviembre de 1993.
3. «Yellow Ledbetter» (En vivo) (Ament, McCready, Vedder) – 5:16
  - Grabada en vivo en Mesa, Arizona el 6 de noviembre de 1993.

- Vinil de 7 pulgadas (Reino Unido y Holanda)

1. «Daughter» – 3:54
2. «Blood» (En vivo) – 3:34
  - Grabada en vivo en Indio, California el 5 de noviembre de 1993.

- Vinil de 7 pulgadas (Filipinas)

1. «Daughter» – 3:53
2. «Animal» – 2:46

- Vinil de 12 pulgadas (Reino Unido y Holanda)

1. «Daughter» – 3:54
2. «Blood» (En vivo) – 3:34
  - Grabada en vivo en Indio, California el 5 de noviembre de 1993.
3. «Yellow Ledbetter» (En vivo) (Ament, McCready, Vedder) – 5:16
  - Grabada en vivo en Mesa, Arizona el 6 de noviembre de 1993.

- Sencillo en casete (Reino Unido)

1. «Daughter» – 3:54
2. «Blood» (En vivo) – 3:34
  - Grabada en vivo en Indio, California el 5 de noviembre de 1993.

- Sencillo en Casete (Australia)

1. «Daughter» – 3:54
2. «Blood» (En vivo) – 3:34
  - Grabada en vivo en Indio, California el 5 de noviembre de 1993.
3. «Yellow Ledbetter» (En vivo) (Ament, McCready, Vedder) – 5:16
  - Grabada en vivo en Mesa, Arizona el 6 de noviembre de 1993.

## Certificaciones y ventas
| País                  | Certificación | Ventas    |
| --------------------- | ------------- | --------- |
| Canadá (Music Canada) | 2× Platino    | 160,000   |
| Estados Unidos (RIAA) | Platino       | 1,000,000 |